# Karl Ludwig Werner
Karl Ludwig Werner (* 8. September 1862 in Mannheim; † 16. Juli 1902 in Freiburg im Breisgau) war ein deutscher Organist und Komponist.

## Leben
Karl Ludwig Werner war der älteste Sohn des Mannheimer Fabrikanten Ino Werner. Sein Vater spielte in der Freizeit Flöte und war sehr an Musik interessiert. Er lud bekannte Musiker der Stadt zu sich ein, darunter Franz Neuhofer, der zum ersten Musiklehrer von Karl Ludwig Werner wurde. Später übernahm der Organist Albrecht Hänlein diese Aufgabe. Als zwölfjähriger Gymnasiast war Karl Ludwig Werner dadurch in der Lage, den Organisten der Konkordienkirche zu vertreten.
Nach Abschluss der Schule widmete Werner sich ganz der Musik. Er zog mit seinen Eltern nach Zürich, wo er seine Studien bei den Organisten Steinmetz und Gustav Weber fortsetzte. Während er sich aus gesundheitlichen Gründen im Luftkurort Davos aufhielt, bildete er sich bei Ernst Heim und K. v. Radetzky (Musiktheorie) weiter. Danach ging Werner nach Dresden, wo er bei dem Organisten Carl August Fischer studierte. Kurzzeitig kehrte er anschließend nach Davos zurück, um dort an der reformierten Kirche zu spielen. Er beschloss jedoch, sich erneut fortzubilden und wurde der einzige deutsche Orgelschüler von Alexandre Guilmant in Paris. Dieser ließ Werner eine Vorzugsbehandlung zukommen, widmete ihm eine Komposition mit handgezeichnetem Porträt und ermöglichte ihm mehrfache Auftritte bei den Trocadéro-Konzerten.
Im Mai 1892 gab Werner erneut mit Erfolg ein Konzert im Palais du Trocadéro. Im gleichen Jahr wurde er Organist an der Evangelischen Stadtkirche und Musikdirektor in Baden-Baden. Zwischen 1890 und 1896 gab er 31 Orgelkonzerte und führte als Direktor des Kirchenchores eine Reihe größerer Chorwerke auf. Er gastierte auch im Ausland (Paris, London, Antwerpen, Budapest, Schweiz). Von Baden-Baden wechselte er schließlich an die Christuskirche in Freiburg im Breisgau. Er gab insbesondere an der dortigen Ludwigskirche Konzerte und übernahm erneut die Leitung eines Chores. Einen Ruf nach Hamburg schlug er aus.
1901 musste Werner seinen Beruf aufgrund einer Magenerkrankung aufgeben, an der er 1902 im Alter von 39 Jahren starb. Er hinterließ seine Ehefrau und drei Kinder.
Als Komponist schuf Werner nur einige Stimmungsbilder für die Orgel und Bearbeitungen. Er veröffentlichte 7 leicht ausführbare Orgelstücke.